# Rode Geus

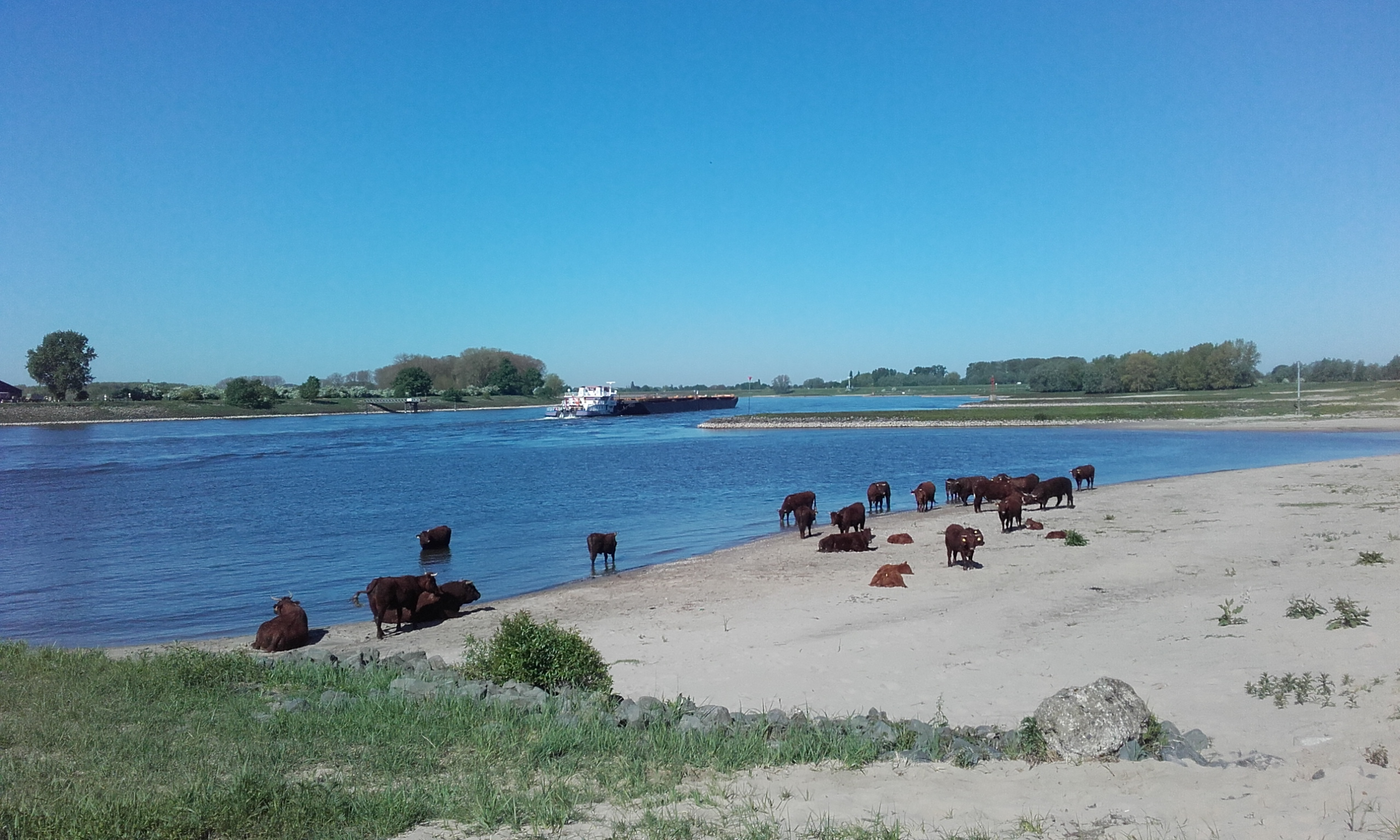
Rode geuzen langs de Waal bij Pannerden

De Rode Geus is een type rund dat in staat is om zich zonder veel verzorging in natuurgebieden te handhaven. De Rode Geus is een kruising tussen het Brandrode rund, een zeldzaam geworden Nederlands runderras dat behoort tot het MRIJ-vee en de in Frankrijk veel gehouden Salers. Het dier is ontwikkeld omdat de genetische basis van de Brandrode te smal was en men zocht naar een geschikte Nederlandse grote grazer die de begroeiing van de uiterwaarden en andere natuurgebieden in toom kan houden. Een eerste kudde van dertig runderen werd in 2005 in de uiterwaarden bij Tiel ingeschaard.

## Begrazing
De natuurontwikkelaars in Nederland propageren sinds het laatste kwart van de twintigste eeuw gebiedsbeheer met grote grazers. Het zijn speciale rassen van runderen en paarden die vaak de plaats van het van oudsher aanwezige boerenvee innemen. Doordat begrazing op commerciële basis steeds minder lonend is dreigden veel marginale gronden in uiterwaarden en andere natuurgebieden dicht te groeien. Door begrazing blijft een gebied deels open waardoor er meer diversiteit is in plantengroei. Hierdoor krijgen verschillende vogels, zoogdieren en insecten de kans om te overleven of zich opnieuw te vestigen. Zonder de grazers zou een heel ander, volgens de opvattingen over natuurbeheer minder gewenst type natuur ontstaan. Bovendien laten de voorschriften van Rijkswaterstaat de vorming van bossen langs de grote rivieren meestal niet toe.
Het graaswerk is grotendeels voorbehouden aan geïmporteerde grote grazers als de Schotse Hooglander, de Galloway en het Heckrund. In het verleden kwamen in Nederland van nature wel zelfredzame runderen voor, maar die zijn al eeuwen uitgestorven. Men wilde weer een "eigen" rund in Nederland hebben  dat in staat is zomer en winter buiten te leven. De nieuw gefokte Rode Geus voldoet hieraan, tevens is het beest voor de recreant niet gevaarlijk en kan op natuurlijke wijze, zonder hulp van de mens, kalfjes werpen en grootbrengen.

## Naamgeving
Gedurende de ontwikkeling noemde men het dier het kruisingsrund, aangezien er nog geen goede naam was bedacht. Door middel van een prijsvraag kreeg het dier in 2005 de naam Rode Geus.
Het dier is dieprood van kleur, wat de eerste helft van de naam verklaart. Het tweede deel - Geus -  slaat terug op de term geuzen, ruige lieden die net als dit rund zonder veel luxe zouden hebben geleefd. 
Op 02-09-2005 stuurde Co Dekker uit Bussum de volgende tekst in naar Stichting Ark en zijn naam werd uit 1200 inzendingen gekozen: "Ik heb een naam bedacht voor het nieuwe rund. De naam is: 'Rode Geus'.  Ik zal uitleggen hoe ik aan deze naam kom. Rood is duidelijk; dit komt ook voor in de Brandrode. Ik kom op Geus omdat het een echte Hollandse naam is. De kruising is tenslotte een Nederlands product. Het rund moet zonder veel verzorging, het hele jaar door, in de Nederlandse natuur kunnen overleven. De Geuzen konden dit ook. Ik vind de naam Geus synoniem met: stoerheid, op vrijheid gesteld en zelfstandig."